# Margit Lindeman
Margit Elisabet Lindeman, född 10 mars 1948 i Birkala, är en finländsk skådespelare

## Biografi
Sin första barndom tillbringade Lindeman i Sverige där familjen bodde 1948–1956. Familjen flyttade sedan till Ekenäs i Finland, där hon bodde tills hon kom in vid Teaterskolan och flyttade till Helsingfors.
Lindeman har arbetat på olika teatrar i Finland och Sverige, men hennes fasta punkt har varit Lilla Teatern i Helsingfors. Hon var anställd där 1969–1971, vid Åbo svenska teater 1972–1973 och vid Ahaa-teatern 1973–1976. Hon var 1985–1988 chef för Wasa Teater tillsammans med sin dåvarande man Göran Sjöholm och återvände därefter till Lilla Teatern.
Lindeman är en utåtriktad teaterpersonlighet som under sin bana varit allt från Glada änkan, Muminmamman i Tove Janssons och Erna Tauros Troll i kulisserna (1958–1959) på Lilla Teatern, Antonia i Dario Fos Vi betalar inte, vi betalar inte och Lotta Svärd (i Bengt Ahlfors och Frej Lindqvists debattomsusade Fänrik Ståls sägner) på Svenska Teatern (1976). På Lilla Teatern har hon medverkat i otaliga pjäser, i revyer och musikaler, bland annat i Bengt Ahlfors Stulen lycka och Rysk rulett, och varit skådespelarnas representant i teaterns styrelse under många år. En allt annat än konventionell Masja gjorde hon i Tre systrar 2004. 
På 1970-talet tog hon periodvis ledigt från teatern och var aktiv i den grekiska motståndsrörelsen mot fascistjuntan. För denna insats fick hon av Greklands president medaljen ”Officer de l’Ordre de Bienfaisance” som instiftats av kung Paul 1948.
Lindeman repriserade sin roll som Muminmamman som röstskådespelare i de svenska versionerna av den animerade TV-serien I Mumindalen, 1990.
Lindeman har medverkat i sånggrupper utanför teatern, och gett ut skivor (bland annat Elfensten och andra visor med Sven Sid), regisserat och producerat, medverkat i filmer, bland annat Män kan inte våldtas, i filmen om Aleksis Kivi, i tv-produktioner, Lördagslindeman (1977–1978), och i serien Stella Polaris (2002). År 2005 gestaltade hon Hella Wuolijoki på Helsingfors stadsteater.

## Teater

### Roller
| År   | Roll              | Produktion                                               | Regi           | Teater                 |
| ---- | ----------------- | -------------------------------------------------------- | -------------- | ---------------------- |
| 1978 | Pirkko-Ellen Fält | SK 911 till Acapulco Christer Kihlman och Frej Lindqvist | Frej Lindqvist | Stockholms Stadsteater |

## Filmer i Sverige
- Hemåt i natten. Regi  Jon Lindström
- Frihetens Murar. Regi Marianne Ahrne
- Bluff Stopp. Regi Jonas Cornell

För övriga filmer se International Movie Data Base.